# Acadêmicos do Pantanal
O Grêmio Recreativo Escola de Samba Acadêmicos do Pantanal é uma escola de samba de Corumbá, Mato Grosso do Sul. Tem como cores o verde, o branco, o azul e o amarelo.

## Segmentos

### Presidentes
| Nome                | Mandato        | Ref. |
| ------------------- | -------------- | ---- |
| Jackelyny Pazzolyny | ? - atualidade |      |

### Diretores
| Ano  | Diretor de Carnaval | Diretor geral de harmonia | Mestre de bateria     | Ref. |
| ---- | ------------------- | ------------------------- | --------------------- | ---- |
| 2016 |                     |                           | Alex Alecrim de Souza |      |
| 2017 |                     |                           |                       |      |

### Coreógrafo
| Ano  | Nome | Ref. |
| ---- | ---- | ---- |
| 2017 |      |      |

### Casal de Mestre-sala e Porta-bandeira
| Ano  | Nome         | Ref. |
| ---- | ------------ | ---- |
| 2016 | Joca e Luísa |      |
| 2017 |              |      |

### Rainhas de bateria
| Período | Rainha | Madrinha    | Ref. |
| ------- | ------ | ----------- | ---- |
| 2016    |        | Laura Moore |      |
| 2017    |        |             |      |

## Carnavais
| Ano  | Colocação   | Grupo    | Enredo                                                                      | Carnavalesco        | Intérprete             | Ref.         |
| ---- | ----------- | -------- | --------------------------------------------------------------------------- | ------------------- | ---------------------- | ------------ |
| 2010 | 3º lugar    | Acesso   | Oxum, a senhora do meu destino Compositor:Marcos César                      | Kessy da Pantanal   | Ricardinho da Pantanal | [ 1 ] [ 2 ]  |
| 2011 | 3º lugar    | Acesso   | Uma paixão em cinco cores                                                   | Kessy da Pantanal   |                        | [ 3 ] [ 4 ]  |
| 2012 | Vice-campeã | Acesso   | Os sonhos não acabaram. Fadas, gnomos, bruxas e princesas. A Pantanal sonha | Jackelyny Pazzolyny |                        | [ 5 ] [ 6 ]  |
| 2013 | 4º lugar    | Especial | Se eu sonhar com alegria Aposto em você                                     | Jackelyny Pazzolyny |                        | [ 7 ] [ 8 ]  |
| 2014 | 4º lugar    | Especial | Recordar é viver                                                            | Jackelyny Pazzolyny |                        | [ 9 ] [ 10 ] |
| 2015 | 6º          | Especial |                                                                             |                     |                        | [ 11 ]       |
| 2016 | 4º          | Acesso   |                                                                             |                     |                        | [ 12 ]       |